# Národní Basketbalová Liga
La Národní Basketbalová Liga (NBL), también conocida como Kooperativa NBL por cuestiones de patrocinio, es la máxima competición de baloncesto en la República Checa. Los dos peores clasificados de la temporada descienden a la 1. Liga, la segunda división, mientras que los dos primeros equipos de la 1. Liga ascienden a la NBL. La liga está patrocinada por Kooperativa, una subsidiaria de la compañía de seguros austríaca Vienna Insurance Group.

## Equipos 2020-21
| Equipo                    | Ciudad         | Pabellón               |
| ------------------------- | -------------- | ---------------------- |
| Armex Děčín               | Děčín          | ARMEX Sportcentrum     |
| ČEZ Nymburk               | Nymburk        | Sportovní Centrum      |
| Dekstone Tuři Svitavy     | Svitavy        | Na Střelnici           |
| egoé Brno                 | Brno           | Hala Míč               |
| Geosan Kolín              | Kolín          | Hala SOU Spojů         |
| JIP Pardubice             | Pardubice      | Sportovní hala Dašická |
| Kingspan Královští sokoli | Hradec Králové | Sportovní hala Třebeš  |
| Olomoucko                 | Prostějov      | Sportcentrum - DDM     |
| NH Ostrava                | Ostrava        | Bonver Aréna           |
| Opava                     | Opava          | Hala Opava             |
| Sluneta                   | Ústí nad Labem | Sportovni Hala Klise   |
| USK Praha                 | Prague         | Hala Folimanka         |

## Palmarés
| Temporada | Campeón                | Finalista              | Resultado     |
| --------- | ---------------------- | ---------------------- | ------------- |
| 1998-99   | Mlékárna Kunín         | USK Praha              | 4:0 - Finales |
| 1999-00   | USK Praha              | BK Opava               | 4:3 - Finales |
| 2000-01   | USK Praha              | BK Opava               | 4:3 - Finales |
| 2001-02   | BK Opava               | Mlékárna Kunín         | 4:2 - Finales |
| 2002-03   | BK Opava               | ČEZ Basketball Nymburk | 4:3 - Finales |
| 2003-04   | ČEZ Basketball Nymburk | Mlékárna Kunín         | 4:2 - Finales |
| 2004-05   | ČEZ Basketball Nymburk | Mlékárna Kunín         | 4:1 - Finales |
| 2005-06   | ČEZ Basketball Nymburk | Mlékárna Kunín         | 4:1 - Finales |
| 2006-07   | ČEZ Basketball Nymburk | BK Prostějov           | 3:0 - Finales |
| 2007-08   | ČEZ Basketball Nymburk | Geofin Nový Jičín      | 4:1 - Finales |
| 2008-09   | ČEZ Basketball Nymburk | Geofin Nový Jičín      | 4:0 - Finales |
| 2009-10   | ČEZ Basketball Nymburk | BK Prostějov           | 4:1           |
| 2010-11   | ČEZ Basketball Nymburk | BK Prostějov           | 4:2           |
| 2011-12   | ČEZ Basketball Nymburk | BK Prostějov           | 4:0           |
| 2012-13   | ČEZ Basketball Nymburk | BK Prostějov           | 4:0           |
| 2013-14   | ČEZ Basketball Nymburk | BK Prostějov           | 3:0           |
| 2014-15   | ČEZ Basketball Nymburk | BK Děčín               | 3:0           |
| 2015-16   | ČEZ Basketball Nymburk | BK Děčín               | 3:0           |
| 2016-17   | ČEZ Basketball Nymburk | BK Děčín               | 2:0           |
| 2017-18   | ČEZ Basketball Nymburk | BK Opava               | 2:0           |
| 2018-19   | ČEZ Basketball Nymburk | BK Děčín               | 3:0           |
| 2020-21   | ČEZ Basketball Nymburk | BK Opava               | 2:0           |
| 2021-22   | ČEZ Basketball Nymburk | BK Opava               | 3:1           |
| 2022-23   | BK Opava               | BK Děčín               | 3:1           |
| 2023-24   | ČEZ Basketball Nymburk | SLUNETA Ústí nad Labem | 4:1           |

| Club                   | Títulos | Años |
| ---------------------- | ------- | --- |
| ČEZ Basketball Nymburk | 20      | 2004, 2005, 2006, 2007, 2008, 2009, 2010, 2011, 2012, 2013, 2014, 2015, 2016, 2017, 2018, 2019, 2020, 2021, 2022, 2024 |
| BK Opava               | 3       | 2002, 2003, 2023 |
| USK Praha              | 2       | 2000, 2001 |
| Nový Jičín             | 1       | 1999 |